# 21 emon: uchū e irasshai!
21 emon: uchū e irasshai! (２１エモン 宇宙へいらっしゃい！?) è un film d'animazione del 1981  diretto da Tsutomu Shibayama.
Il lungometraggio fu la prima trasposizione animata del manga 21 emon. Il film è antecedente di una decina d'anni alla serie anime e presenta disegni e colorazione decisamente diversi rispetto alla medesima.

## Trama
La storia racconta le avventure del ragazzino, 21 emon, impegnato nella gestione di un albergo appartenente da anni alla sua famiglia. Nei suoi problemi, 21 emon è aiutato dal robot Gonsuke e dal piccolo alieno Monga.